# 岡山スタンディングベアーズ
岡山スタンディングベアーズ（おかやまSTANDING BEARS）は岡山県岡山市で活動するアメリカンフットボールチームである。
2014年に「セリオスタンディングベアーズ」にチーム名を変更し、現在は「岡山スタンディングベアーズ」として活動している。

## 概要
岡山県内唯一の社会人アメリカンフットボールチームで、Xリーグに加盟、WEST　DIVⅢ(西地区3部)の位置にある。
約40名の部員が所属し、創部時からのメンバーが現在も現役として活躍し、近年は岡山大学アメリカンフットボール部出身が最も多い。チーム名はネイティブアメリカン・ポンカ族の酋長に由来する。
試合は年に数回、kankoスタジアムを利用するが、リーグに所属するその他のチームの多くが関西地方に拠点があるため同方面への遠征が多い。
練習は毎週土日に行われ、場所は成徳学校グラウンドや山陽ふれあい公園（赤磐市）、百間川緑地等の岡山市内外のグラウンドを使用するが特定の施設は決まっていない。

## 歴史
※年度
- 1980年代半ばに「岡山ナイトウォーカーズ」として創部、その後「岡山スタンディングベアーズ」にチーム名を変更。
- 1990年：西日本社会人アメリカンフットボール協会に準加盟、同年「セリオ東洋グループ」がスポンサーになる。
- 1991年：西日本社会人アメリカンフットボール協会に加盟。3部優勝、2部昇格。
- 1992年：2部優勝、1部昇格。
- 1993年：2部降格。このころ外国人コーチを招聘。
- 1997年：Xリーグ発足、｢WEST　DIVⅡ｣所属になる。DIVⅢに降格。
- 1998年：DIVⅢ優勝。
- 2007年：DIVⅢ優勝。
- 2008年：DIVⅢ優勝。
- 2009年：創部20周年を迎える。
- 2011年：DIVⅢ優勝。
- 2013年：DIVⅢ優勝。
- 2014年：セリオ株式会社がスポンサー撤退。「岡山スタンディングベアーズ」に改名
- 2019年：「佐藤建設スタンディングベアーズ」に改名[1]。

## ゲーム
- Xリーグ WEST DIVⅢ リーグ戦：9月～11月
- 瀬戸大橋ドリームボウル：5月、kankoスタジアム、西日本社会人選手権を兼ねる

### 過去のリーグ戦成績
- 1990年　DIVⅢ　1勝2敗0分　3位
- 1991年　DIVⅢ　3勝0敗0分　優勝 2部昇格
- 1992年　DIVⅡ　2勝2敗0分　1位  入れ替え戦に勝利　1部昇格
- 1993年　DIVⅠ　0勝5敗0分　6位  2部降格
- 1994年　DIVⅡ　1勝4敗0分　6位
- 1995年　DIVⅡ　3勝1敗1分　2位
- 1996年　DIVⅡ　1勝4敗0分　5位
- 1997年　DIVⅡ　0勝5敗0分　6位 　入替え戦に敗れて3部降格
- 1998年　DIVⅢ　3勝0敗1分　優勝　リーグ編成替えのため2部との入れ替え戦なし
- 1999年　DIVⅢ　2勝1敗1分　2位
- 2000年　DIVⅢ　2勝1敗1分　2位
- 2001年　DIVⅢ　2勝1敗0分　2位
- 2002年　DIVⅢ　3勝1敗1分　2位
- 2003年　DIVⅢ　1勝4敗0分　5位
- 2004年　DIVⅢ　1勝4敗0分　5位
- 2005年　DIVⅢ　1勝4敗0分　5位
- 2006年　DIVⅢ　4勝1敗0分　2位
- 2007年　DIVⅢ　5勝0敗0分　優勝　DIVⅡとの入れ替え戦でクラブベアーズと対戦したが、6－24で敗れ残留。
- 2008年　DIVⅢ　5勝0敗0分　優勝　DIVⅡとの入れ替え戦でクラブベアーズと対戦したが、7－14で敗れ残留。
- 2009年　DIVⅢ　4勝1敗0分　2位
- 2010年　DIVⅢ　4勝1敗0分　2位
- 2011年　DIVⅢ　4勝0敗1分　優勝　DIVⅡとの入れ替え戦でクラブベアーズと対戦したが、3－13で敗れ残留。
- 2012年　DIVⅢ　3勝1敗1分　3位
- 2013年　DIVⅢ　6勝0敗0分　優勝　DIVⅡとの入れ替え戦で大阪ガススカンクスと対戦したが、14－18で敗れ残留。